# Nigeria op de Olympische Zomerspelen 1952
Nigeria debuteerde op de Olympische Zomerspelen tijdens de Olympische Zomerspelen 1952 in Helsinki, Finland. De eerste medaille zou in 1964 worden gehaald.

## Deelnemers en resultaten

### Atletiek
| Olympiër                                                            | Onderdeel        | Resultaat | Prestatie                                           |
| ------------------------------------------------------------------- | ---------------- | --------- | --------------------------------------------------- |
| Edward Ajado                                                        | 100m (m)         | 38e       | serie 9: 5de in 11,25                               |
| Titus Erinle                                                        | 100m (m)         | 26e       | serie 10: 3de in 11,12                              |
| Karim Olowu                                                         | 100m (m)         | 43e       | serie 12: 4de in 11,27                              |
| Edward Ajado                                                        | 200m (m)         | 62e       | serie 4: 4de in 22,92                               |
| Muslim Arogundade                                                   | 200m (m)         | 54e       | serie 12: 5de in 22,71                              |
| Rafiu Oluwa                                                         | 200m (m)         | 34e       | serie 14: 1ste in 22,89 kwartfinale 2: 6de in 22,69 |
| Titus Erinle Rafiu Oluwa Karim Olowu Muslim Arogundade Edward Ajado | 4x100m (m)       | 1e        | serie 4: 2de in 42,4 halve finale 2: 5de in 41,9    |
| Karim Olowu                                                         | verspringen (m)  | 18e       | kwalificatie groep B: 11de met 6,96m                |
| Sylvanus Williams                                                   | verspringen (m)  | 16e       | kwalificatie groep B: 9de met 6,98m                 |
| Boniface Guobadia                                                   | hoogspringen (m) | 30e       | kwalificatie: 9de met 1,87m finale: 20ste met 1,80m |
| Josiah Majekodunmi                                                  | hoogspringen (m) | 9e        | kwalificatie: 4de met 1,86m finale: 9de met 1,90m   |
| Nafiu Osagie                                                        | hoogspringen (m) | 18e       | kwalificatie: 4de met 1,86m finale: 18de met 1,90m  |

Argentinië · Australië · Bahama's · België · Bermuda · Birma · Brazilië · Brits-Guiana · Bulgarije · Canada · Ceylon · Chili · China · Cuba · Denemarken · Duitsland · Egypte · Filipijnen · Finland · Frankrijk · Goudkust · Griekenland · Groot-Brittannië · Guatemala · Hongarije · Hongkong · Ierland · IJsland · India · Indonesië · Iran · Israël · Italië · Jamaica · Japan · Joegoslavië · Libanon · Liechtenstein · Luxemburg · Mexico · Monaco · Nederland · Nederlandse Antillen · Nieuw-Zeeland · Nigeria · Noorwegen · Oostenrijk · Pakistan · Panama · Polen · Portugal · Puerto Rico · Roemenië · Saarland · Singapore ·  Sovjet-Unie · Spanje · Thailand · Trinidad en Tobago · Tsjecho-Slowakije · Turkije · Uruguay · Venezuela · Verenigde Staten · Vietnam · Zuid-Afrika · Zuid-Korea · Zweden · Zwitserland